# ドレイク森松
ドレイク森松（ドレイクもりまつ、1970年8月21日 - ）は、日本の女子プロレスラー。本名：森松 由紀（もりまつ ゆき）。

## 所属
- FMW（1990年 - 1996年）
- 吉本女子プロレスJd'（1996年 - 2004年）
- フリーランス（2004年 - 2006年）
- ガッツワールドプロレスリング（2015年 - 2018年）

## 経歴・戦歴
中学までは柔道、高校でレスリングに転向。1988年の第2回全日本女子選手権70kg級で3位に入る。
1990年
- 1月17日、熊本・小国ドームにおいて、対里美和戦でデビュー。

2002年
- 2月3日、スマックガールで総合格闘技デビュー。

2006年
- 4月16日、引退。6月10日、沖縄県に移住。

2009年
- 5月31日、沖縄プロレスにて渡辺智子と共に1日限定復帰。

2010年-2014年
- 故郷の大阪府門真市に移住。一般人として働きつつ、関西で行われるインディープロレス興行に不定期に参戦している。
- 2013年３月４日に戸野広浩司記念劇場で行なわれたＪｄ&ＪＤトークショーに参加した。現在は介護職に就いているとの事。

2015年-
- 5月17日、参戦したガッツワールド大阪大会にて、所属選手になった事を報告。2018年、団体解散後はフリーへ。
- 2022年 動物愛護活動にも積極的に動く。保護犬猫の譲渡会にも積極的に足を運びチャリティー支援や啓発活動も。保護犬猫支援ドレイク森松自主興行 DANGEROUS WORLD vol.3 ~野崎ジャック~アクティブ・スクエア大東にて動物愛護団体に収益の一部を寄付した。

2019年、大阪に立ち呑みスタイルの沖縄料理の店「立ち呑み処 て〜げ〜家」をオープンし、自ら調理場に立っている。
2024年、新店舗として「#テーゲーヤー2nd」を開店。旧店舗は譲渡。

## 得意技
ドレイクドライバー
ドレイクボトム
ハリケーンドライバーと同型。

## タイトル歴
- TWF世界タッグ王座
- AWF世界女子王座
- WDW女子王座

## その他
2005年8月4日、元プロレスラーの東城えみ（元バンビプロモーション所属）とのシングルが「負けたらアダルトビデオ出演」という条件で行われ、森松が勝利、試合後に敗北した東城えみのAV撮影がリング上で行われた。これはあらかじめ決まっていた東城えみのAVデビューに際して話題作りを狙った製作会社が企画した試合で、AVシーンも事前の取り決めを守らず撮影を強行したものとされるが、元所属のJDスター女子プロレスや会場となった新木場1stRINGの管理会社はもとより、ファンや業界からも強い抗議の声が起こることになった。相手役であった森松の元にもバッシングが殺到し、ホームページを閉鎖、謝罪会見を行うこととなった。フリーランスであった森松はこの件がきっかけで活躍の場を失い、ほどなく引退を決意することとなった。

## 戦績

### 総合格闘技
| 総合格闘技 戦績 | 総合格闘技 戦績 | 総合格闘技 戦績 | 総合格闘技 戦績 | 総合格闘技 戦績 | 総合格闘技 戦績 | 総合格闘技 戦績 |
| --------------- | --------------- | --------------- | --------------- | --------------- | --------------- | --------------- |
| 4 試合          | (T)KO           | 一本            | 判定            | その他          | 引き分け        | 無効試合        |
| 3 勝            | 0               | 3               | 0               | 0               | 0               | 0               |
| 1 敗            | 0               | 1               | 0               | 0               | 0               | 0               |

| 勝敗 | 対戦相手   | 試合結果                 | 大会名                           | 開催年月日    |
| ○    | 加藤悦子   | 2R 2:58 逆片エビ固め     | AX Vol.4                         | 2002年6月26日 |
| ×    | 久保田有希 | 1R 1:23 腕ひしぎ十字固め | AX Vol.3                         | 2002年5月4日  |
| ○    | 中嶋智希   | 1R 2:11 逆片エビ固め     | SMACK GIRL 〜God Bless You!〜    | 2002年3月2日  |
| ○    | 篠原光     | 2R 2:11 フロントチョーク | SMACK GIRL 〜Pioneering Spirit〜 | 2002年2月3日  |

### 総合格闘技・タッグマッチ
| 勝敗 | 対戦相手                       | 試合結果                           | 大会名                                                                            | 開催年月日   |
| ○    | 坂口一美 & 金井広美 & 市村幸恵 | 3R 2:01 チキンウィングアームロック | SMACK GIRL 〜ROYAL SMACK 2002〜 【SGS公式ルールタッグマッチ（1対3の変則マッチ）】 | 2002年4月7日 |